# Reinprechtsdorfer Strasse (métro de Vienne)
Reinprechtsdorfer Strasse (en allemand : U-Bahn-Station Reinprechtsdorfer Straße), est une future station de la ligne U2 du métro de Vienne. Elle est située sur le territoire du Ve arrondissement Margareten, à Vienne en Autriche.
Cette station, en cours de construction depuis 2019, est une partie du projet U2xU5 de réaménagement et d'extension des lignes U2 et U5 du réseau du métro de Vienne

## Projet: situation sur le réseau
Établie en souterrain, la future station Reinprechtsdorfer Strasse, est prévue pour être une station de passage du prolongement de la ligne U2 du métro de Vienne, entre la station Pilgramgasse, en direction du terminus est Seestadt, et la station Matzleinsdorfer Platz, prévue pour être le terminus ouest provisoire lors de l'ouverture à l'exploitation de cette extension programmée pour 2028,.

## Histoire
Le chantier de construction est ouvert en 2019, ce qui nécessite la mise à sens-unique de la rue éponyme Reinprechtsdorfer Straße.